# P.L.U.C.K.
P.L.U.C.K. (Politically Lying, Unholy, Cowardly Killers) —en español: «Asesinos políticamente mentirosos, impíos y cobardes»— es una canción del grupo de metal alternativo System of a Down. Se encuentra en el primer álbum de la banda. La música fue compuesta por Daron Malakian y la letra fue escrita por Serj Tankian, aunque también incluye partes del poema "Victims of a Down", escrito por Daron Malakian. La canción fue compuesta originalmente en 1995, aunque era ligeramente diferente.

## Temática de la canción
Esta canción está dedicada a las víctimas del genocidio armenio. Cabe recordar que todos los miembros de la banda son de ascendencia armenia. Muchos otros temas de la banda, como Holy mountains por ejemplo, tratan o se cree que trata sobre temas como estos. El grupo ha luchado por el reconocimiento oficial en los EE. UU. de esta situación.
También puede ser escuchada en la película "Ararat" de Atom Egoyan producida en el 2002, que habla acerca del Genocidio Armenio de 1915.

## Dedicatoria
En el folleto del álbum en que sale este tema, antes del nombre y número de canción hay una pequeña dedicatoria que dice lo siguiente:
"System of a Down quisiera dedicar esta canción a la memoria de 1,5 millones de víctimas del genocidio armenio perpretado por el gobierno turco en 1915".
Los miembros de SOAD se han manifestado en numerosas ocasiones tanto en Turquía como en los EE. UU.
- Datos: Q9053759